# Coléter

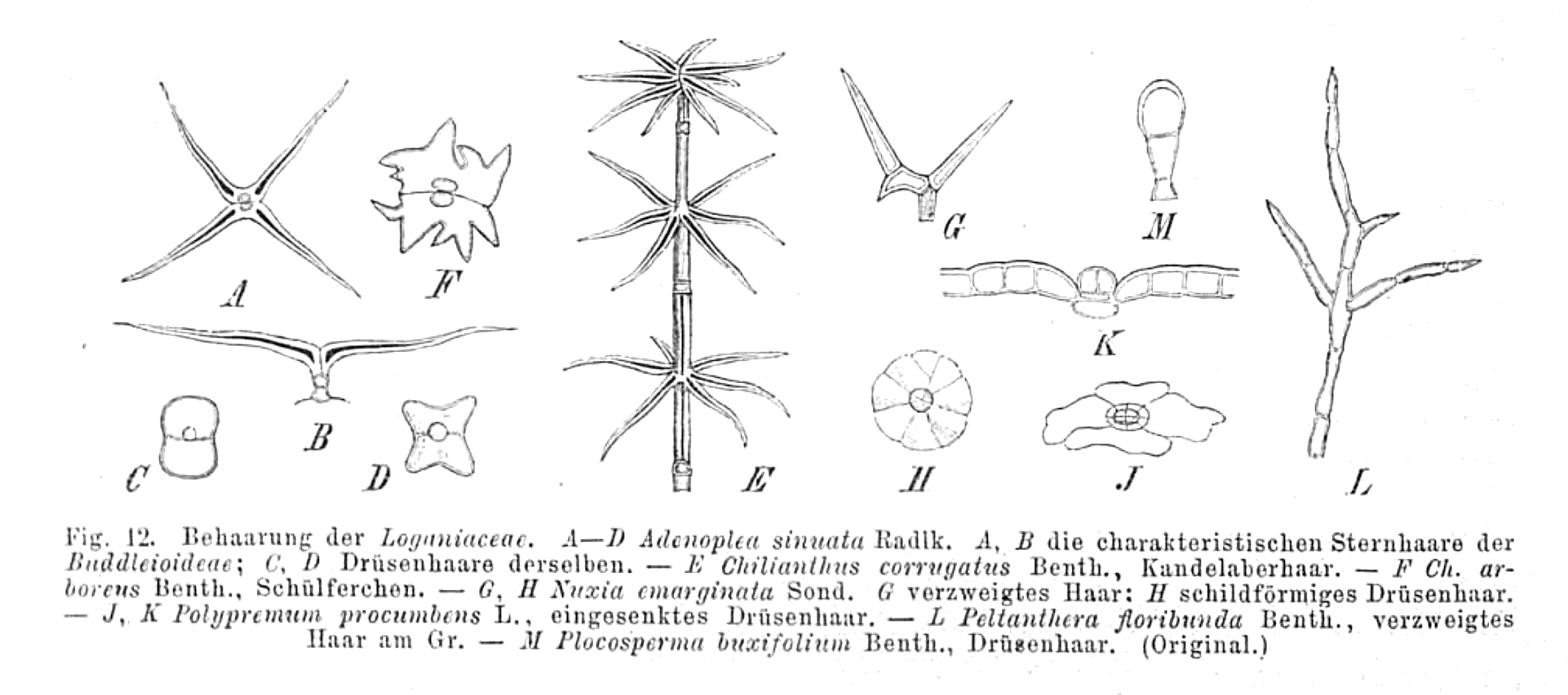
Vários tipos de coléteres de espécies da família Loganiaceae, em corte (C, D, H).

Coléter (do grego: κόλλα; "cauda") é uma estrutura secretora pluricelular das plantas com flor formada por um núcleo parenquimatoso rodeado por uma ou duas camadas de células epidérmicas, na qual as células da camada externa estão dispostas em paliçada formando uma estrutura colunar. Apesar da função gandular que estas estruturas desempenham, são desprovidas de feixes vasculares. São comuns em espécies pertencentes a múltiplas famílias, com destaque para as Loganiaceae e Rubiaceae.

## Descrição
Os coléteres são morfologicamente similares a grandes tricomas, com estreitamento basal que lhes confere aspecto claviforme, frequentemente formando grupos (semelhantes a madeixas) situados em diferentes partes de algumas plantas. Entre os exemplos mais conhecidos contam-se:
- Os coléteres presentes nas escamas que cobrem as gemas hibernantes das espécies do género Aesculus (castanheiros-da-índia);
- As estruturas glandulaes presentes nas estípulas de algumas Rubiaceae, e nos bordos do limbo foliar, nas brácteas, bracteolas,  cálice ou corola floral de muitas angiospérmicas.

Os coléteres actuam como protectores adicionais de áreas ricas em tecidos meristemáticos. Para esse fim, o seu produto de secreção, uma mucilagem, além de polissacarídeos, contém várias proteínas enzimáticas protectoras, como quitinases, β-1,3-glucanases e polifenoloxidases, que podem interferir com a bioquímica dos microorganismos que potencialmente ataquem esses tecidos. No entanto, em alguns casos, ficou provado que o exsudato causa o crescimento de certas bactérias endofíticas, cuja função é desconhecida.
Os coléteres podem ser de diversos tipos:
- Padrão, ou tipo S: com aspecto de pelo claviforme;
- Dendroide, ou tipo D: com aspecto ramificado;
- Penicilado, ou tipo B: com aspecto de pincel.